# Újraszületés (buddhizmus)
Az újraszületés, újjászületés vagy reinkarnáció a buddhizmusban egy tudomány, amely leírja, hogy a tudat (Pali: vidzsnyána) vagy tudatfolyam (Pali: viññana-sotam, szanszkrit:  vijñāna-srotām, vijñāna-santāna, vagy citta-santāna) halálkor (vagy az "aggregátumok egymásba olvadásakor") hogyan válik az újbóli egyesülés egyik kiváltó okává. Az új személyben létrejövő tudat se nem azonos, se nem teljesen különböző, mint az elhunyté, azonban a kettő okozati kontinuumot vagy tudatfolyamot alkot.
A hagyományos buddhista kozmológiában az újraszületés történhet emberi, állati és egyéb formákban. Az újraszületés függ a korábbi életek karmájától (vagyis cselekedeteinktől szóban, tettben és gondolatban). A jó karmák üdvösebb, míg a rossz karmák kevésbé üdvös újraszületést eredményeznek. Ennek az alapvető oka az, hogy a tudat megragad a nemtudásban (páli: avijjā, aviddzsá; szanszkrit: अविद्या IAST: avidyā avidjá): a nemtudás és a létszomj kigyomlálása után nincs több újraszületés. A soha le nem szálló fénysugárhoz szokás hasonlítani azt, hogy ilyenkor mi szokott történni.

## Buddhista szakkifejezések és elmélet
Egy életen át és több életen keresztül az empirikus, változó énünk nem csupán objektív módon hat az őt körülvevő külső világra, hanem létre is hozza (tudatosan és tudattalanul) a saját szubjektív világképét, amelyet azután valóságként él meg. A saját maga által létrehozott valóságban él különböző módokon. Egy bizonyos tudati szintre hangolva a dolgok egy adott csoportja érhető el számára - ez számára a világ. Ezen túl külön kiválogatja ezek közül a dolgok közül, hogy miket érzékelt, hogy azután kialakítsa a valóságnak egy eltorzult modelljét. Ebben a modellben az ÉN egy alapvető fontosságú kiindulási pont. A nirvána átélésekor viszont az összes ilyen modell leomlik.

## Történelmi háttér
A történelmi Buddha olyan korban élt, amikor Indiát hatalmas filozófiai kreativitás jellemezte. Akkoriban az élet és halál természetéről rengeteg elképzelés keringett. Voltak köztük materialista elképzelések, miszerint nincs létezés, és megsemmisülünk a halál után. Mások ciklikus létezési formákban hittek, amely szerint megszületünk, meghalunk, majd újraszületünk determinista vagy fatalista módon - tehát a karmának nincs jelentősége. Mások "eternalisták" voltak, akik szerint van egy örök énünk vagy lelkünk. A lélek túléli a halált, és egy másik lényben újraszületik - attól függően, hogy milyen karmát örökölt. Ez a legutolsó vált a legnépszerűbbé (apró módosításokkal) a modern hinduizmusban.
A Buddha elképzelése más volt. Elképzelése megegyezett az általános nézettel, hogy egymást követik az életek nagyon hosszú időn át, amelyeket azonban kiegészített két lényeges gondolattal: nincs lélek, amely életről életre utazna (anatta), valamint minden összetett dolog ki van téve a szétesésnek, beleértve az emberi személyt és személyiséget (aniccsa) is. A Buddha életének történetét a korai szövegekben úgy mutatják be, hogy a megvilágosodása előtt nem utalnak az újraszületésre. Ezért néhányan arra következtetnek, hogy saját maga át is kellett, hogy élje azt. Buddha koncepciója, a függő keletkezés 12 nidánája, részletesen leírja a karma, az újraszületés és az ok-okozatiság kapcsolatát.

## Elképzelések az újraszületésről
A korai buddhista szövegekben sok utalást találni az újraszületésre. Ezek a legfontosabbak: Mahákammavibhanga-szutta (MN 136); Upali-szutta (MN 56); Kukkuravatika-szutta (MN 57); Mólijaszivaka-szutta (SN 36.21); Szankha-szutta (SN 42.8).
Úgy tartják, hogy a kialakuló tudat (páli: szamvattanika vinnyana, Maddzshima-nikája .1.256) vagy "tudatfolyam" (páli: vinnyana szotam, Dígha-nikája 3.105) születik újjá. A korai buddhista szövegek egyértelműen leírják, hogy nincs örök tudat, amely életről életre vándorolna. A rögzítettség nélküli én hiánya nem jelenti azt, hogy ne lenne folytonosság. Ugyanúgy, ahogy a gyertya lángja átkerül egy másik gyertyára, függő kapcsolat van az egymást követő életek között is. Viszont se nem azonosak, se nem teljesen különbözőek.
Bár az összes buddhista hagyomány elfogadja az újraszületést, mégsem egységes arról az elképzelés, hogy a halál pillanata után hogyan követik egymást az események. A középkori páli tudós, Buddhagósza az újrakötés tudatosságának nevezte azt a tudatot, ami a feltételét alkotja egy új születésnek (patiszandhi). A théraváda buddhizmus tantételei alapján az újraszületés azonnali, míg a tibeti iskolákban létezik a bardo (köztes lét) fogalma, amely akár 49 napig is tarthat. Tibetben ez egy külön tudományhoz vezetett, a halál és újraszületés 'tudományához'. Ennek nagy része megtalálható a Tibeti halottaskönyvben (Bardo tödol).
A théraváda buddhizmus általánosan nem fogadja el a köztes állapotot, még akkor sem, ha néhány korai buddhista szöveg ezt alátámasztja. Erről az állapotról semmilyen tanítás nem maradt fent korai iskolák nikájáiban. Csak homályos utalások szerepelnek, amelyeket többféleképpen lehet értelmezni. A több ezer szutta között egy sem nyújt instrukciókat, miképp lehetne az újraszületést befolyásolni egy köztes állapotban. Mindössze egy tucatnyi bekezdés említ valamiféle köztes időt halál és születés között. Néhány bekezdés megemlíti, hogy ebben a köztes állapotban meg lehet világosodni, de semmit nem ír arról, miképp.